# Freundel Stuart
Freundel Jerome Stuart (Saint Philip, 27 de abril de 1951) foi primeiro-ministro de Barbados entre 2010 e 2018..
Tomou posse em 23 de outubro de 2010, após a morte de David Thompson, quando seus colegas do Partido Trabalhista Democrático (DPL) votaram a seu favor para que se tornasse o novo líder do Governo.